# تيبولت بيري
تيبولت بيري (بالفرنسية: Thibaut Peyre)‏ (3 أكتوبر 1992 في فرنسا - ) هو لاعب كرة قدم فرنسي في مركز الدفاع في نادي الباطن السعودي. لعب مع موسكرون بيروفيلز ونادي تولوز ونادي ليل.

## وصلات خارجية
- تيبولت بيري على موقع قاعدة بيانات كرة القدم.إي يو (الإنجليزية)
- تيبولت بيري على موقع Soccerway.com (الإنجليزية)
- تيبولت بيري على موقع عالم كرة القدم.نت (الإنجليزية)